# (25382) 1999 TK226
(25382) 1999 TK226 est un astéroïde de la ceinture principale d'astéroïdes découvert en 1999.

## Description
(25382) 1999 TK226 a été découvert le 3 octobre 1999 à l'observatoire de Kitt Peak, situé dans l'Arizona (États-Unis), par le projet Spacewatch de l’université de l'Arizona.

### Caractéristiques orbitales
L'orbite de cet astéroïde est caractérisée par un demi-grand axe de 2,31 UA, un périhélie de 2,08 UA, une excentricité de 0,010 et une inclinaison de 3,61° par rapport à l'écliptique. Du fait de ces caractéristiques, à savoir un demi-grand axe compris entre 2 et 3,2 UA et un périhélie supérieur à 1,666 UA, il est classé, selon la JPL Small-Body Database, comme objet de la ceinture principale d'astéroïdes.

### Caractéristiques physiques
(25382) 1999 TK226 a une magnitude absolue (H) de 15,4 et un albédo estimé à 0,434.